# Жанна д’Арк (лёгкий крейсер)
«Жанна д’Арк» (фр. Jeanne d'Arc) — лёгкий крейсер французского флота времён Второй мировой войны. Изначально проектировался как учебный корабль флота, пригодный к выполнению функций боевого крейсера во время войны. Также предназначался для показа флага. На протяжении почти 30 лет был главным учебным кораблем ВМС Франции. Принял ограниченное участие во Второй мировой войне. Заменен крейсером-вертолётоносцем «Жанна д’Арк».

## История создания
Вопрос о создании нового учебного корабля для подготовки младших офицеров флота встал в середине 1920-х годов, когда приближались сроки списания броненосного крейсера «Жанна д’Арк», исполнявшего эту роль с 1919 года и назначенного к списанию в 1928 году. Первоначально рассматривались два способа решения возникшей проблемы:
1) переоборудовать в учебный один из менее старых броненосных крейсеров;
2) приобрести один из современных теплоходов гражданского назначения и переоснастить его.
После длительного рассмотрения были отвергнуты оба варианта. Все броненосные крейсера французского флота были уже слишком изношены, а их энергетические установки совершенно устарели и не могли обеспечить подготовку машинных команд. Переоборудование гражданского судна требовало солидных затрат при сомнительном результате. Поэтому было решено построить специальный учебный корабль.

## Конструкция

### Вооружение
| калибр, мм                             | 155     | 155     | 75     | 37    | 13,2  |
| длина ствола, калибров                 | 50      | 50      | 50     | 50    | 76    |
| масса орудия, кг                       | 8870    | 8870    | 1070   | 300   | 19,5  |
| скорострельность, в/мин                | 4—5     | 4—5     | 8—15   | 30—42 | 200   |
| вес снаряда, кг                        | 56,5—59 | 56,5—59 | 5,93   | 0,725 | 0,052 |
| начальная скорость, м/с                | 850     | 850     | 850    | 850   | 800   |
| максимальная дальность, м              | 26 100  | 26 100  | 14 100 | 7150  | 7200  |
| максимальная досягаемость по высоте, м | —       | —       | 10 000 | 5000  | 1500  |

## Оценка проекта
Постройка «Жанны д’Арк» ознаменовала собой новый этап в подходе французского флота к подготовке морских кадров. Вместо устаревших боевых кораблей, не отвечавших новым требованиям, они предпочли создать современный учебный корабль крейсерского класса, пригодный для применения в различных миссиях. «Жанна д’Арк» имела на момент постройки вполне современное вооружение и оборудование, которое далее обновлялось в ходе модернизаций. Солидные размеры позволяли принимать значительное количество курсантов и совершать дальние плавания. Внушительный вид корабля, постоянно находившегося в походах с заходами в иностранный порты способствовал успешному «показу флага».
По чисто боевым качествам «Жанна д’Арк» уступала лёгким крейсерам-современникам, но действуя в колониях корабль был вполне адекватен своим задачам, а слабость защиты и невысокая скорость хода не имели при этом особого значения. За время службы на борту крейсера прошли практику 4600 морских офицеров и тем самым «Жанна д’Арк» внесла значительный вклад в развитие французского флота.